# Almagellerhorn
Das Almagellerhorn (auch Almagellhorn) ist ein 3327 m ü. M. hoher Gipfel der Weissmiesgruppe in den Walliser Alpen. Der kaum vergletscherte Berg liegt auf der Ostseite des Saastals, weniger als fünf Kilometer südlich des Weissmies und ist der dominierende Berg über Saas Almagell. Nördlich des Gipfels liegt das Almagellertal, südlich das Furggtälli. dessen Talschluss der Antronapass bildet.
Die formschöne Pyramide bietet besonders von Saas Fee einen interessanten Anblick, da von dort aus geeigneter Perspektive die Grate des Berges und die Talflanken des Saastales annähernd eine Raute bilden. Das Arbeitszimmer Carl Zuckmayers, das er nach 1958 benutzte und in dem er seine Autobiografie schrieb, bot diese Aussicht auf das Almagellerhorn. Damit diese Aussicht nicht durch Neubauten verstellt werden konnte, erwarb er ein Stück Land vor dem Haus.

## Anstiege
Im Jahr 2011 wurde vom per Sessellift erreichbaren Aussichtspunkt Heidbodme (2346 m) im Südwesten des Gipfels eine markierte Route angelegt. Diese führt zunächst gemeinsam mit dem Höhenweg zum Antronapass in östlicher Richtung. Nach etwa 45 Minuten zweigt man von diesem in nordwestlicher Richtung ab und erreicht wenig später den sogenannten Panormaplatz, der den Startpunkt einer klettersteigähnlichen Route am Beginn des Südwestgrats des Almagellerhorns darstellt. Über dieses versicherte, stellenweise ausgesetzte Teilstück werden ungefähr 120 Höhenmeter überwunden, anschließende führt die Route auf oder in der Nähe des Südwestgrats über Blockgelände und weist Kletterschwierigkeiten im I Schwierigkeitsgrad auf, eine Stelle wird mit II− bewertet. Von Heidbodme benötigt man ungefähr drei Stunden bis zum Gipfel.
Alternativ kann der Berg in etwa 4½ Stunden von Saas Almagell über den Westnordwestgrat bestiegen werden. Dieser Grat ist auch von Norden von der Almagelleralp zu erreichen. Eine weitere Anstiegsmöglichkeit bietet der Südostgrat vom Kanziljoch (3189 m). Das Joch ist entweder durch das Furggtälli oder von Norden vom Almagellertal zu erreichen, wobei dabei der kleine Wysstalgletscher zu überqueren ist. Dieser Anstieg wird als wenig schwierig eingestuft (WS), der Anstieg über den Westnordwestgrat als leicht (L).

Ansicht 1919